# Auckland (California)
Auckland es un área no incorporada ubicada en el condado de Tulare en el estado estadounidense de California.

## Geografía
Auckland se encuentra ubicada en las coordenadas 36°35′17″N 119°6′24″O / 36.58806, -119.10667.